# Lista dos cem municípios mais populosos do Brasil (2000)

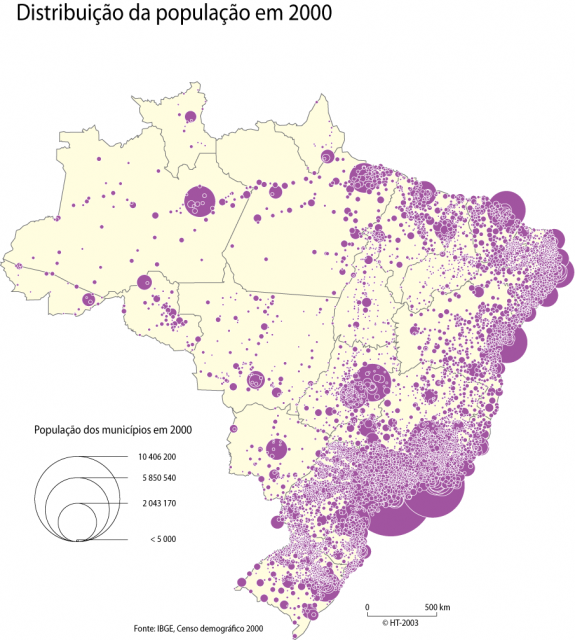
Distribuição populacional do Brasil em 2000.

Esta é a lista dos cem municípios mais populosos do Brasil segundo o censo do IBGE de 2000. O Brasil é uma república federativa presidencialista localizada na América do Sul, formada pela união de 26 estados federados e por um distrito federal, divididos em 5 565 municípios. Além do território continental, o Brasil também possui alguns grandes grupos de ilhas no oceano Atlântico como os Penedos de São Pedro e São Paulo, Fernando de Noronha (distrito estadual de Pernambuco), Trindade e Martim Vaz, no Espírito Santo, e um complexo de pequenas ilhas e corais chamado Atol das Rocas (pertencente ao estado do Rio Grande do Norte). Com 8,51 milhões de quilômetros quadrados de área, equivalente a 47% do território sul-americano, e com 169 799 170 habitantes, em 2000 o país possuía a quinta maior área territorial do planeta e o quinto maior contingente populacional do mundo.
A cidade mais populosa do Brasil era São Paulo, com mais de 10 milhões de habitantes. Em seguida, vêm Rio de Janeiro com mais de 5 milhões e Salvador com pouco mais de 2 milhões e 400 mil. A capital do país, Brasília, aparecia em sexto lugar com pouco mais de 2 milhões. Guarulhos, com mais de 1 000 000 é a cidade não-capital melhor colocada; ao contrário disto, Palmas e Boa Vista, capitais estadual de Tocantins e Roraima respectivamente nem sequer aparecem na lista, pois possuiam apenas 137 mil e 200.000 mil pessoas respectivamente. O estado com mais presenças de cidades na lista é São Paulo.Abaixo, as capitais aparecerão em negrito.

## Municípios

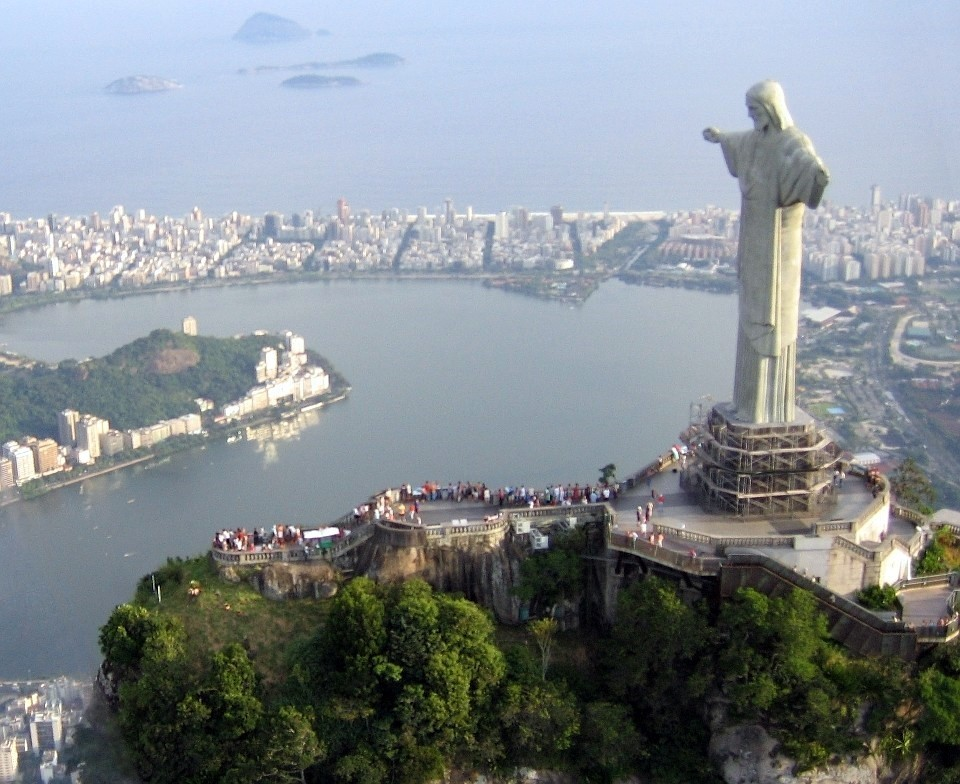
Rio de Janeiro, capital homônima do estado, era a segunda cidade mais populosa do país.

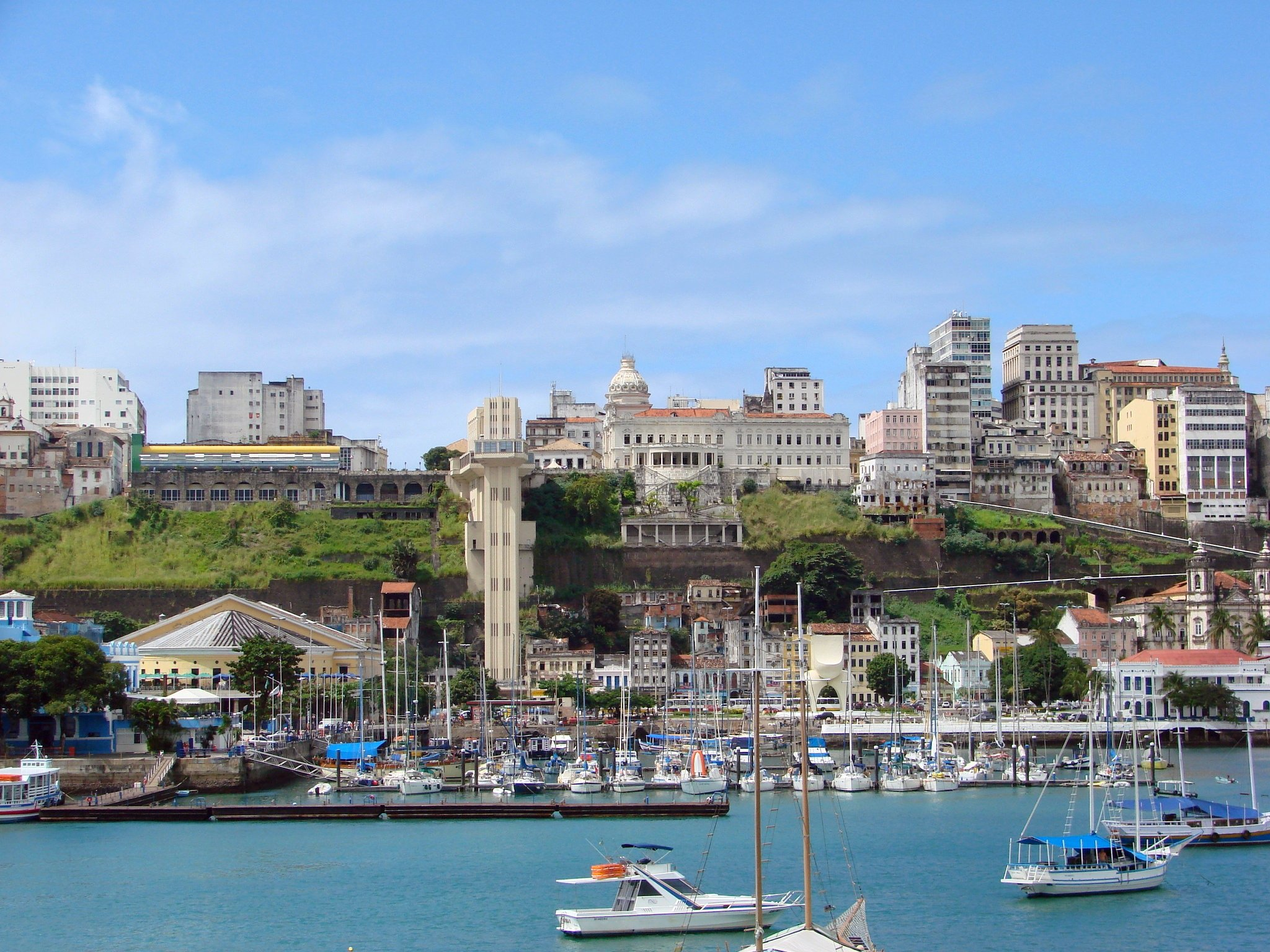
Salvador, capital da Bahia, era a terceira cidade mais populosa do Brasil.

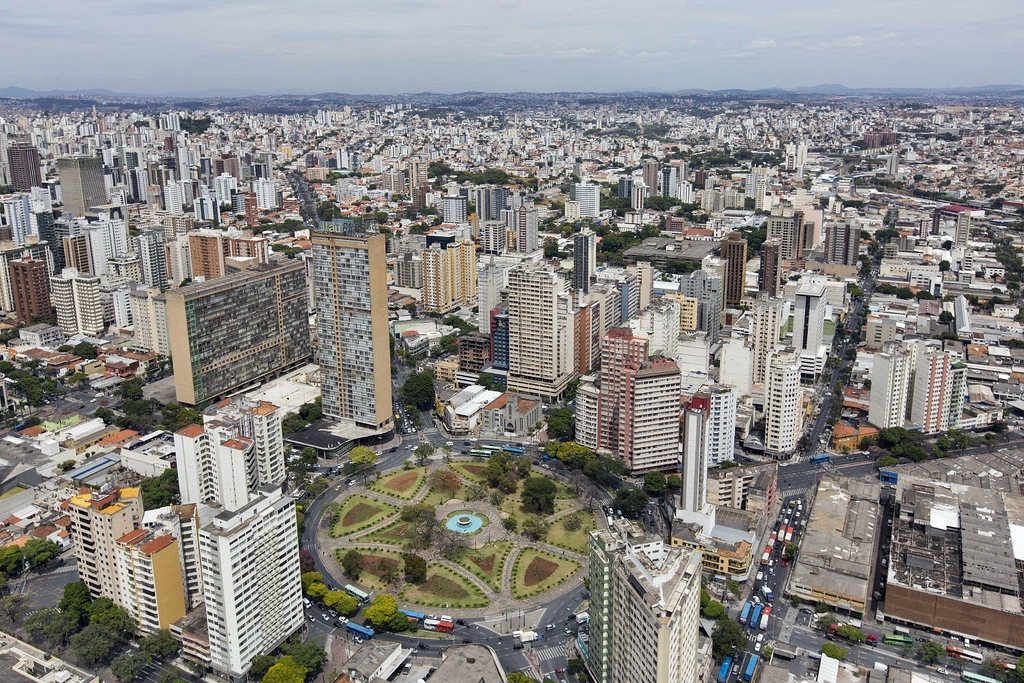
Belo Horizonte era o quarto município mais populoso do país e o mais populoso do estado de Minas Gerais

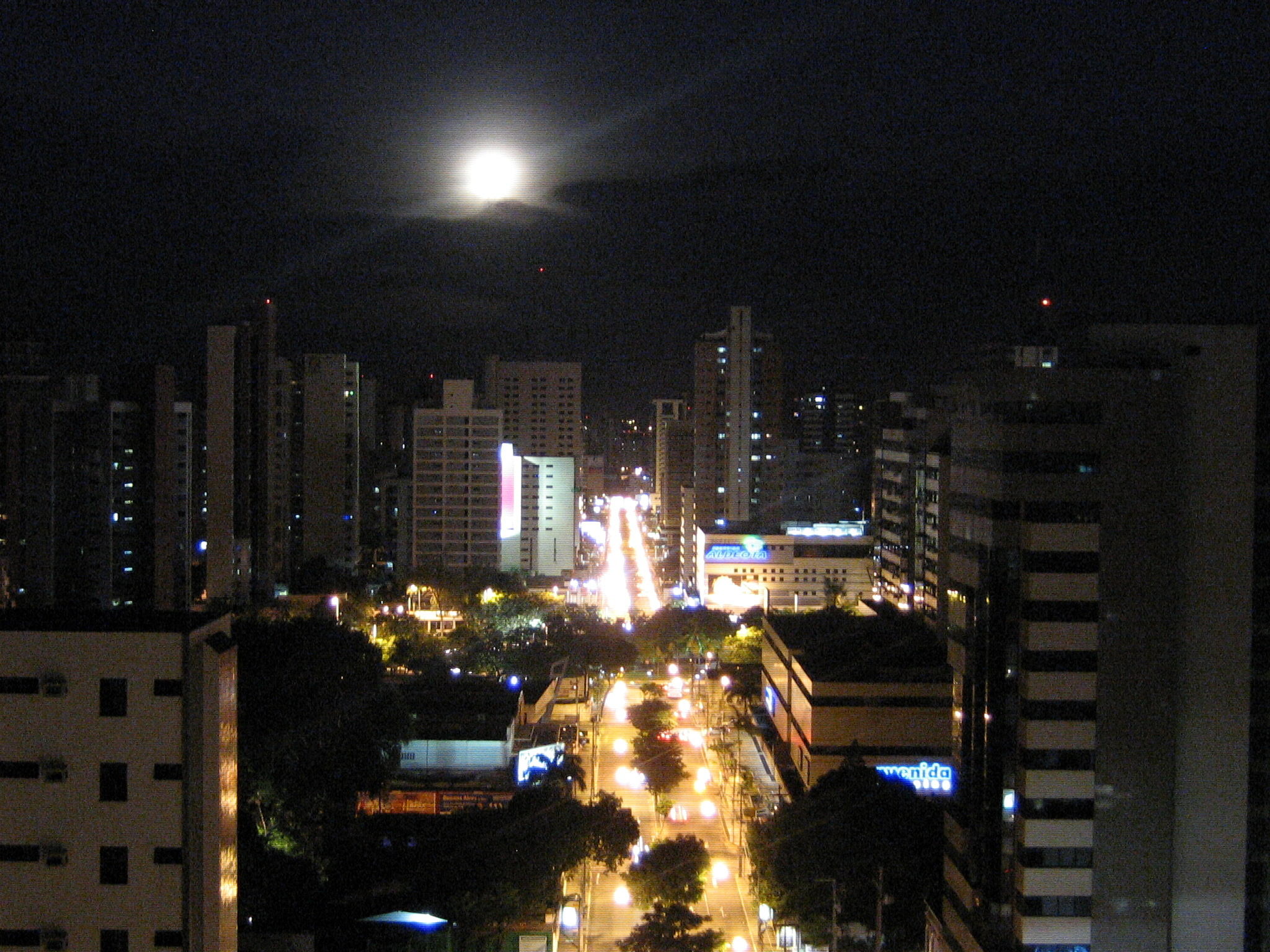
Fortaleza, capital do Ceará, era a quinta cidade brasileira com mais habitantes.

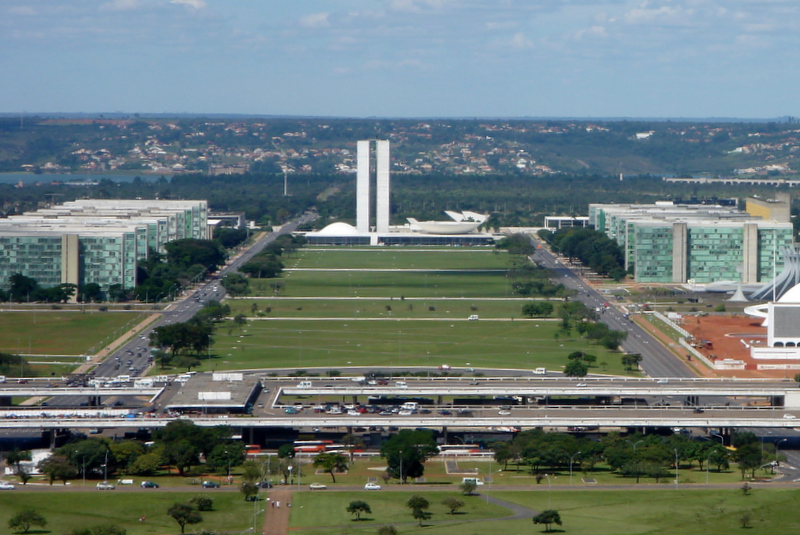
Brasília, capital do Brasil, era a sexta cidade mais populosa do país.

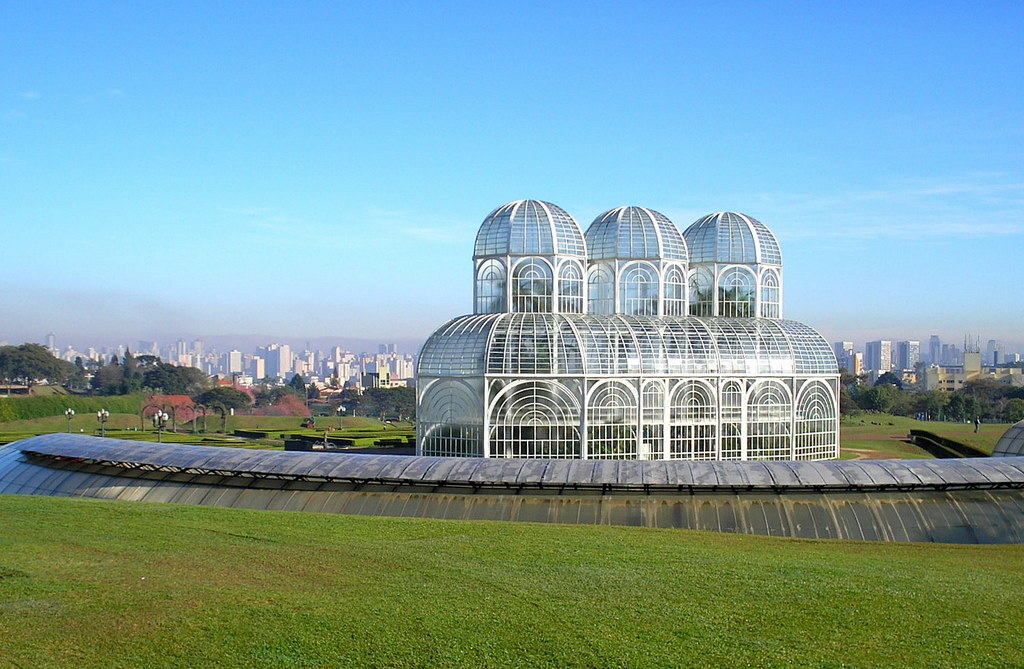
Curitiba, capital do Paraná, aparece em sétimo lugar entre as cidades mais populosas do país.

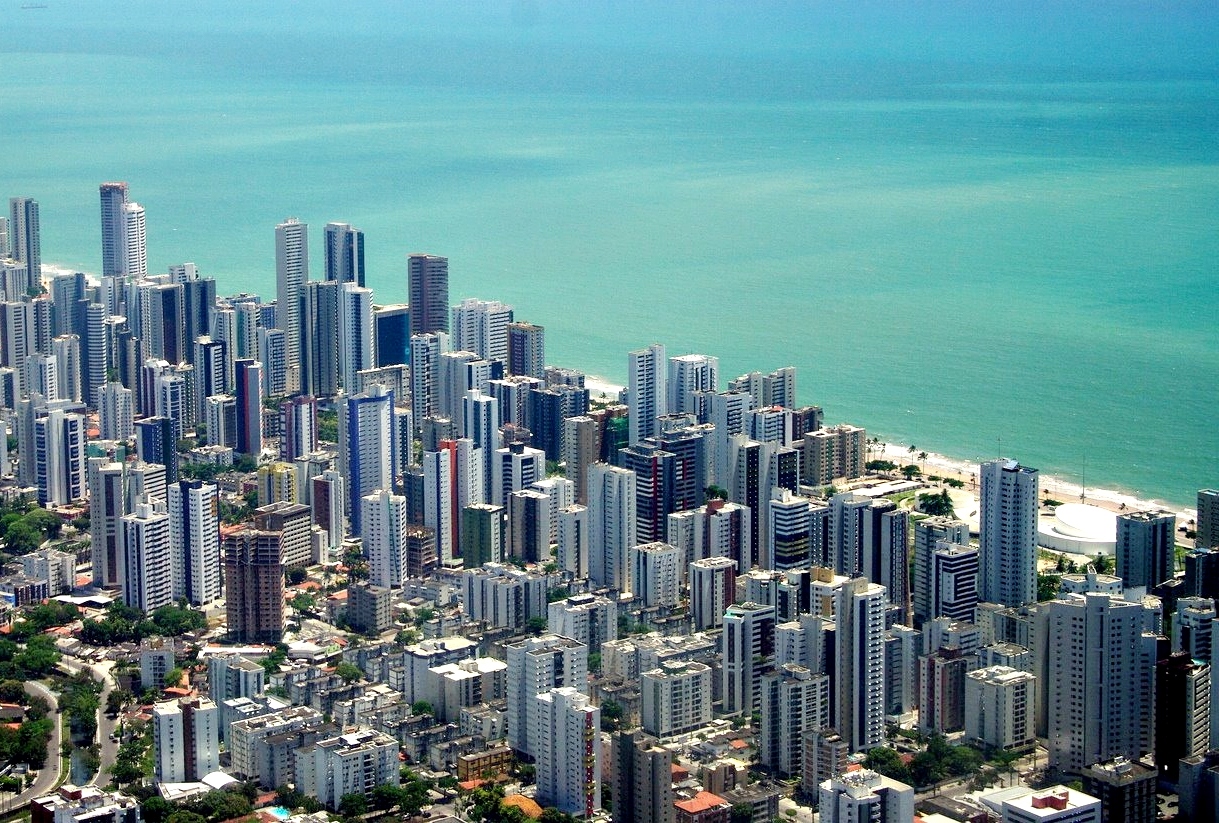
Recife, capital de Pernambuco, aparece em oitavo lugar entre as cidades mais populosas do país.

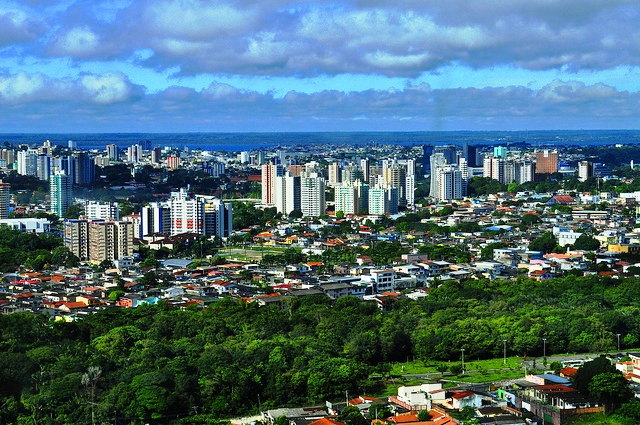
Manaus, capital do Amazonas, aparece em nono lugar entre as cidades mais populosas do país.

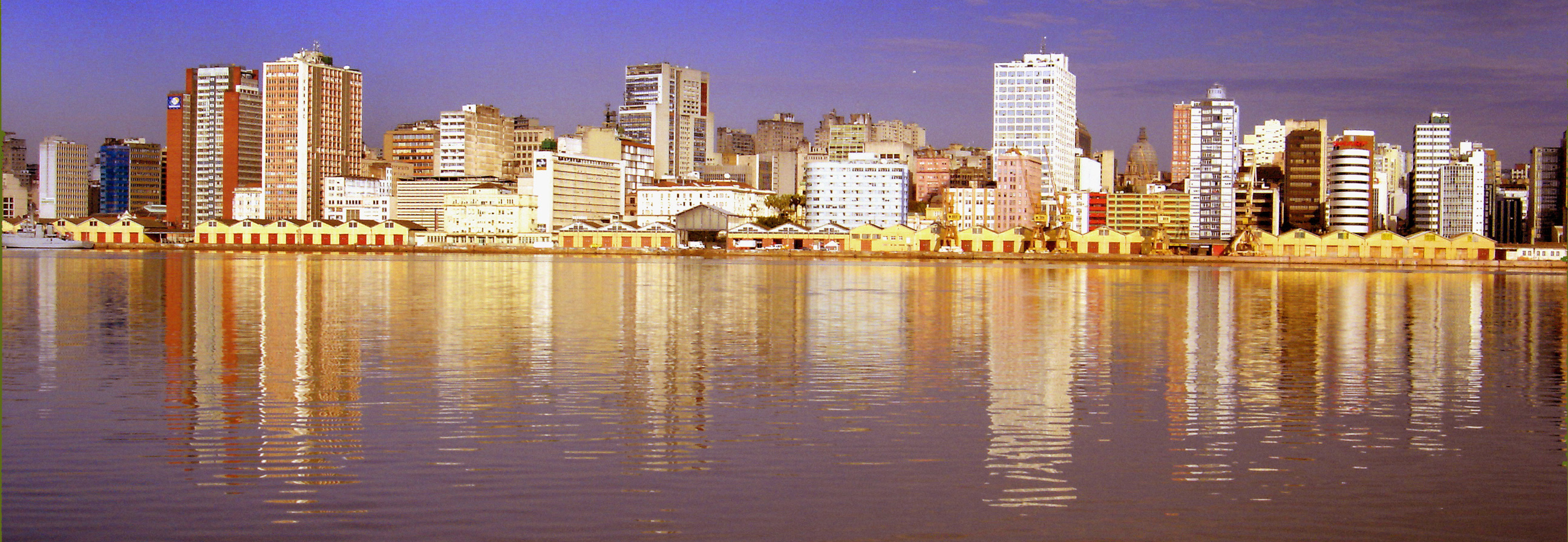
Porto Alegre, Rio Grande do Sul, era a segunda cidade mais populosa da Região Sul do Brasil e a 10ª do país.

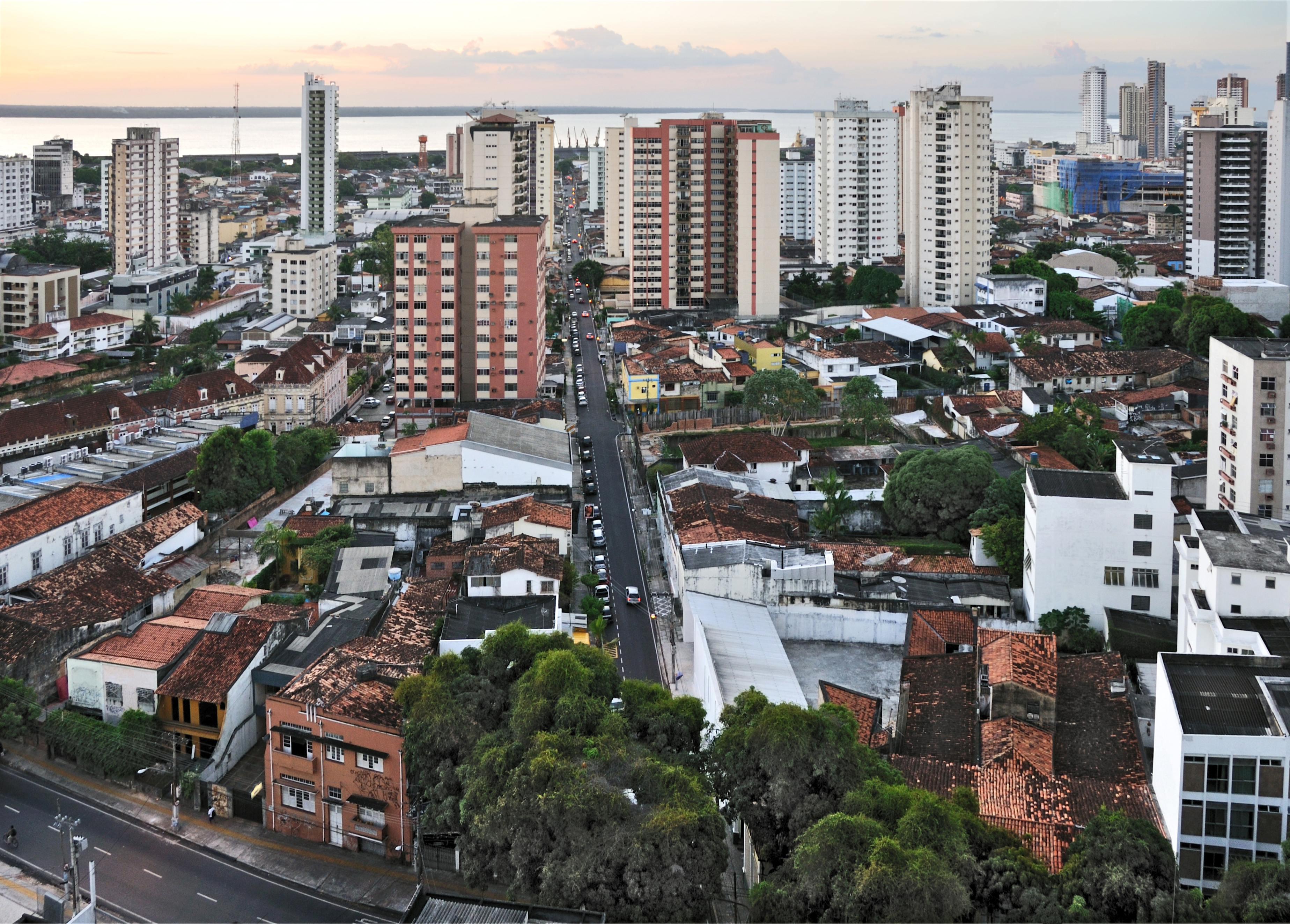
Belém, capital do Pará, ocupava a décima primeira posição entre as cidades brasileiras mais populosas.

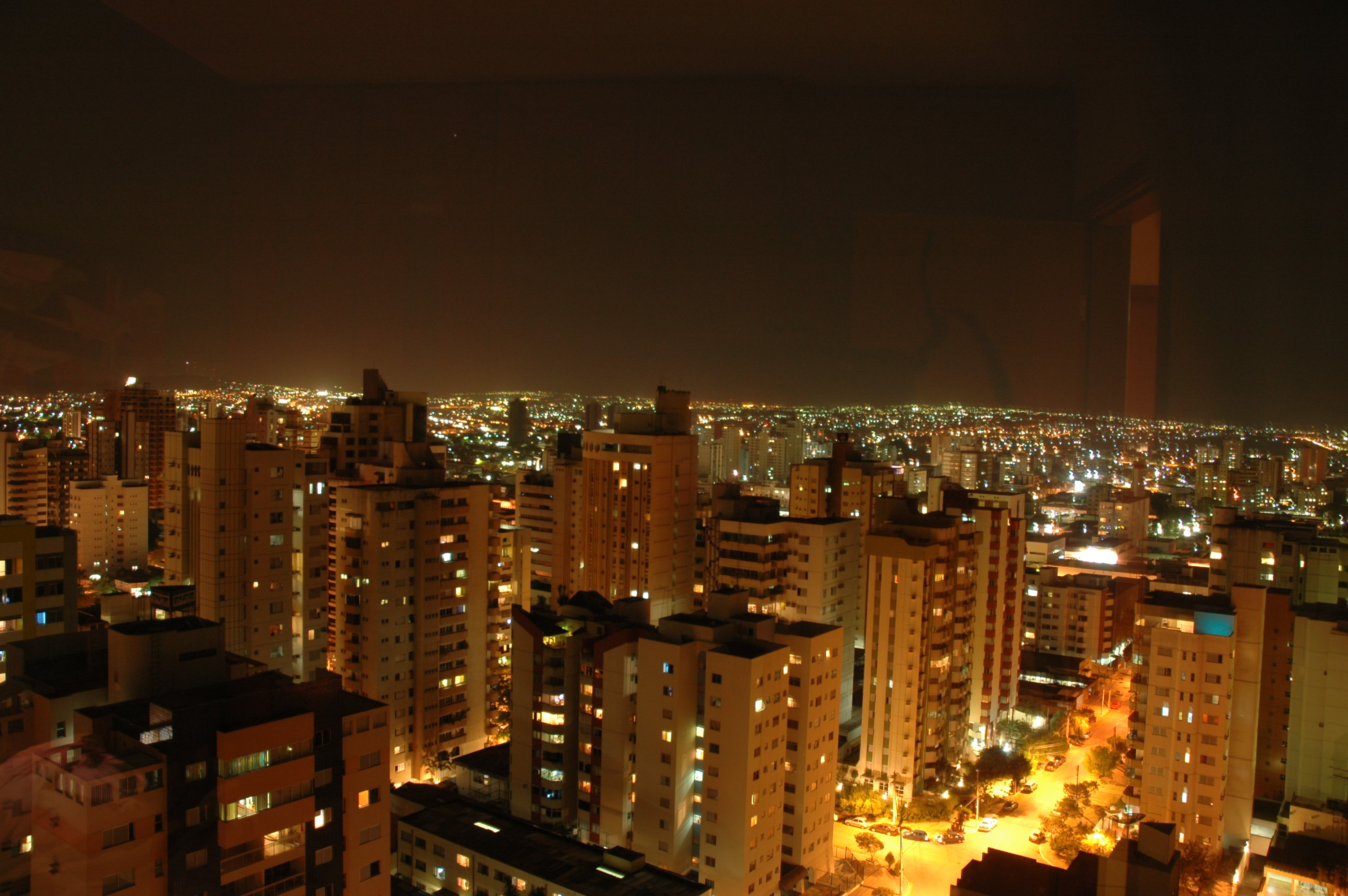
Goiânia, capital de Goiás, aparece na décima segunda cidade mais populosa do país.

| Posição | Município               | UF                  | População  |
| ------- | ----------------------- | ------------------- | ---------- |
| 1       | São Paulo               | São Paulo           | 10 434 252 |
| 2       | Rio de Janeiro          | Rio de Janeiro      | 5 857 904  |
| 3       | Salvador                | Bahia               | 2 443 107  |
| 4       | Belo Horizonte          | Minas Gerais        | 2 238 526  |
| 5       | Fortaleza               | Ceará               | 2 141 402  |
| 6       | Brasília                | Distrito Federal    | 2 051 146  |
| 7       | Curitiba                | Paraná              | 1 587 315  |
| 8       | Recife                  | Pernambuco          | 1 422 905  |
| 9       | Manaus                  | Amazonas            | 1 405 835  |
| 10      | Porto Alegre            | Rio Grande do Sul   | 1 360 590  |
| 11      | Belém                   | Pará                | 1 280 614  |
| 12      | Goiânia                 | Goiás               | 1 093 007  |
| 13      | Guarulhos               | São Paulo           | 1 072 717  |
| 14      | Campinas                | São Paulo           | 969 396    |
| 15      | Nova Iguaçu             | Rio de Janeiro      | 920 599    |
| 16      | São Gonçalo             | Rio de Janeiro      | 891 119    |
| 17      | São Luís                | Maranhão            | 870 028    |
| 18      | Maceió                  | Alagoas             | 797 759    |
| 19      | Duque de Caxias         | Rio de Janeiro      | 775 456    |
| 20      | Teresina                | Piauí               | 715 360    |
| 21      | Natal                   | Rio Grande do Norte | 712 317    |
| 22      | São Bernardo do Campo   | São Paulo           | 703 177    |
| 23      | Campo Grande            | Mato Grosso do Sul  | 663 621    |
| 24      | Osasco                  | São Paulo           | 652 593    |
| 25      | Santo André             | São Paulo           | 649 331    |
| 26      | João Pessoa             | Paraíba             | 597 934    |
| 27      | Jaboatão dos Guararapes | Pernambuco          | 581 556    |
| 28      | São José dos Campos     | São Paulo           | 539 313    |
| 29      | Contagem                | Minas Gerais        | 538 017    |
| 30      | Ribeirão Preto          | São Paulo           | 504 923    |
| 31      | Uberlândia              | Minas Gerais        | 501 214    |
| 32      | Sorocaba                | São Paulo           | 493 468    |
| 33      | Cuiabá                  | Mato Grosso         | 483 346    |
| 34      | Feira de Santana        | Bahia               | 480 949    |
| 35      | Aracaju                 | Sergipe             | 461 534    |
| 36      | Niterói                 | Rio de Janeiro      | 459 451    |
| 37      | Juiz de Fora            | Minas Gerais        | 456 796    |
| 38      | São João de Meriti      | Rio de Janeiro      | 449 476    |
| 39      | Londrina                | Paraná              | 447 065    |
| 40      | Belford Roxo            | Rio de Janeiro      | 434 474    |
| 41      | Joinville               | Santa Catarina      | 429 604    |
| 42      | Santos                  | São Paulo           | 417 983    |
| 43      | Campos dos Goytacazes   | Rio de Janeiro      | 406 989    |
| 44      | Ananindeua              | Pará                | 393 569    |
| 45      | Olinda                  | Pernambuco          | 367 902    |
| 46      | Mauá                    | São Paulo           | 363 392    |
| 47      | Caxias do Sul           | Rio Grande do Sul   | 360 419    |
| 48      | São José do Rio Preto   | São Paulo           | 358 523    |
| 49      | Diadema                 | São Paulo           | 357 064    |
| 50      | Campina Grande          | Paraíba             | 355 331    |
| 51      | Vila Velha              | Espírito Santo      | 345 965    |
| 52      | Carapicuíba             | São Paulo           | 344 596    |
| 53      | Florianópolis           | Santa Catarina      | 342 315    |
| 54      | Aparecida de Goiânia    | Goiás               | 336 392    |
| 55      | Porto Velho             | Rondônia            | 334 661    |
| 56      | Mogi das Cruzes         | São Paulo           | 330 241    |
| 57      | Piracicaba              | São Paulo           | 329 158    |
| 58      | Cariacica               | Espírito Santo      | 324 285    |
| 59      | Jundiaí                 | São Paulo           | 323 397    |
| 60      | Pelotas                 | Rio Grande do Sul   | 323 158    |
| 61      | Serra                   | Espírito Santo      | 321 181    |
| 62      | Bauru                   | São Paulo           | 316 064    |
| 63      | Montes Claros           | Minas Gerais        | 306 947    |
| 64      | Betim                   | Minas Gerais        | 306 675    |
| 65      | Canoas                  | Rio Grande do Sul   | 306 093    |
| 66      | São Vicente             | São Paulo           | 303 551    |
| 67      | Vitória                 | Espírito Santo      | 292 304    |
| 68      | Maringá                 | Paraná              | 288 653    |
| 69      | Anápolis                | Goiás               | 288 085    |
| 70      | Franca                  | São Paulo           | 287 737    |
| 71      | Petrópolis              | Rio de Janeiro      | 286 537    |
| 72      | Macapá                  | Amapá               | 283 308    |
| 73      | Ponta Grossa            | Paraná              | 273 616    |
| 74      | Itaquaquecetuba         | São Paulo           | 272 942    |
| 75      | Guarujá                 | São Paulo           | 264 812    |
| 76      | Santarém                | Pará                | 262 538    |
| 77      | Vitória da Conquista    | Bahia               | 262 494    |
| 78      | Paulista                | Pernambuco          | 262 237    |
| 79      | Blumenau                | Santa Catarina      | 261 808    |
| 80      | Foz do Iguaçu           | Paraná              | 258 543    |
| 81      | Caruaru                 | Pernambuco          | 253 634    |
| 82      | Rio Branco              | Acre                | 253 059    |
| 83      | Uberaba                 | Minas Gerais        | 252 051    |
| 84      | Caucaia                 | Ceará               | 250 479    |
| 85      | Limeira                 | São Paulo           | 249 046    |
| 86      | Governador Valadares    | Minas Gerais        | 247 131    |
| 87      | Ribeirão das Neves      | Minas Gerais        | 246 846    |
| 88      | Cascavel                | Paraná              | 245 369    |
| 89      | Taubaté                 | São Paulo           | 244 165    |
| 90      | Santa Maria             | Rio Grande do Sul   | 243 611    |
| 91      | Volta Redonda           | Rio de Janeiro      | 242 063    |
| 92      | Novo Hamburgo           | Rio Grande do Sul   | 236 193    |
| 93      | Gravataí                | Rio Grande do Sul   | 232 629    |
| 94      | Imperatriz              | Maranhão            | 230 566    |
| 95      | Suzano                  | São Paulo           | 228 690    |
| 96      | Viamão                  | Rio Grande do Sul   | 227 429    |
| 97      | Ilhéus                  | Bahia               | 222 127    |
| 98      | Petrolina               | Pernambuco          | 218 538    |
| 99      | Várzea Grande           | Mato Grosso         | 215 298    |
| 100     | Mossoró                 | Rio Grande do Norte | 213 841    |